# Nana Darkoa Sekyiamah
Nana Darkoa Sekyiamah est une féministe ghanéenne, auteure et blogueuse. Elle a fondé le blog des Adventures from the Bedrooms of African Womens et a écrit des chroniques pour différents médias, notamment pour Le Guardian et de Open Democracy. Elle est chargée de la communication de l' Association pour les Droits des Femmes au Développement (Association for Women's Rights in Development), chargée des partenariats et du financement du Fonds de développement des femmes africaines, et fondatrice du groupe Fab Fem, un groupe féministe pour l'autonomisation des femmes.

## Biographie
Nana Darkoa Sekyiamah a un diplôme en coaching et en médiation de conflits, et a travaillé en tant que coach de vie. Elle est diplômée en communication et études culturelles de l'University of North London en 2001 et en genre et développement de la London School of Economics and Political Science en 2003. Elle a également travaillé en tant que formatrice pour la Metropolitan Police de Londres.
Elle fonde un blog, Adventures from the Bedrooms of African Women, pour faciliter les discussions sur la sexualité par les femmes Africaines et fournir un forum pour en parler ouvertement,. Elle a remporté le prix du meilleur blog et le meilleur blog militant en 2013, au Ghana Blogging and Social Media Awards, et du meilleur blog, à nouveau, en 2014. En mars 2011, Sekyiamah est reconnue par le magazine Arise comme l'une des "artisans du Changement au Ghana". Elle fonde et est coordinatrice du Fab Fem, un groupe féministe qui se réunit régulièrement à Accra.
Elle écrit des articles pour The Guardian, This is Africa and Open Democracy,. Elle est l'auteure d'un Communications Handbook for Women’s Rights Organisations, et publie des nouvelles dans des anthologies dans plusieurs pays. Elle a également été publiée dans la revue universitaire Féminist Africa. Elle travaille comme responsable de la communication pour l' Association for women's Rights in Development (AWID). Elle est membre, chargée des partenariats et du financement, de l’African Women’s Development Fund. Elle est co-auteur de Creating Spaces and Amplifying Voices: The First Ten. Elle rédige également Women Leading Africa: Conversations with Inspirational African Women, un recueil d'entretiens avec des femmes de toute l'Afrique sur des sujets tels que le féminisme, la politique et les arts.
Elle est porte-parole en 2015 du Writicism Festival à Kampala, en Ouganda et en 2016 du Ake Books and Arts Festival à Abeokuta, au Nigeria,. Elle travaille pour la ligne de vêtements Maksi Clothing, en tant que directrice des communications, et du marketing,.